# 新潟県道532号虫野小出停車場線
新潟県道532号虫野小出停車場線（にいがたけんどう532ごう むしのこいでていしゃじょうせん）は、新潟県魚沼市内を通る一般県道である。

## 概要

### 路線データ
- 起点：新潟県南魚沼市虫野字川島（新潟県道232号浦佐小出線交点）
- 終点：小出停車場（新潟県魚沼市四日町字郷ノ瀬）

## 路線状況

### バイパス
バイパス（魚沼市小出島 - 魚沼市本町1丁目）
- 新潟県道50号小出奥只見線（浦町七交差点）
- 国道352号・新潟県道328号三ツ又小出線・新潟県道371号堀之内小出線（本町交差点）

## 地理

### 通過する自治体
- 新潟県
魚沼市

### 交差する道路
- （起点：南魚沼市虫野字川島）
- 新潟県道232号浦佐小出線（南魚沼市虫野字川島（起点） - 魚沼市伊勢島で重複）
- 新潟県道232号浦佐小出線（青島大橋東側交差点）
- 新潟県道372号五箇小出線（青島交差点 - 魚沼市青島 - 旭町交差点で重複）
- 新潟県道372号五箇小出線（バイパス）（魚沼市青島）
- 新潟県道371号堀之内小出線（旭町交差点）
- 新潟県道47号小出停車場線（旭町交差点 - 「小出駅」前（終点）で重複）
- 魚沼市道（終点：魚沼市四日町字郷ノ瀬、「小出駅」前）

### 沿線
- 関越自動車道 魚沼IC/BS
- 国道17号 三国街道
- JR上越線・只見線 小出駅
- 医療法人魚野会 ほんだ病院 - ウェイバックマシン（2001年8月5日アーカイブ分）
- 魚沼市役所 小出庁舎（旧・小出町役場）
- 新潟県立小出高等学校
- 魚沼市立小出中学校
- 魚沼市立伊米ヶ崎小学校
- 魚沼市立小出小学校
- 第四北越銀行 小出中央支店
- 第四北越銀行 小出支店
- 大光銀行 小出支店
- 新潟縣信用組合 小出支店
- ゆきぐに信用組合 小出郷支店
- JA北魚沼
  - 伊米ヶ崎支店
  - 小出町支店
- 伊米ヶ崎郵便局
- 小出郵便局
- サカキヤ 本町店（スーパーマーケット）
- コメリホームセンター 小出店
- 小出スキー場
- 魚野川